# Batalha de Dublin
A Batalha de Dublin, ou, na sua forma portuguesa, de Dublim, foi um grande confronto armado ocorrido na capital da Irlanda que durou de 28 de junho e foi até 5 de julho de 1922, marcando o início da Guerra Civil Irlandesa. A luta começou quando tropas do Governo Provisório do Estado Livre Irlandês atacaram o prédio da Four Courts que havia sido ocupado por homens das forças anti-tradado do Exército Republicano Irlandês (IRA). Depois de tomar o centro da cidade, as tropas partidárias do Tratado perseguiram os rebeldes por toda Dublin e acabaram por expulsa-los da capital. Logo após esta batalha, as forças do Governo Provisório passariam os proximos 11 meses lutando contra os rebeldes do IRA até o fim da guerra civil, que decretou o nascimento do Estado Livre Irlandês.